# Eduard Wex
Georg Karl Eduard Wex (* 14. Juli 1827 in Beverungen; † 14. Februar 1902 in Berlin-Charlottenburg) war ein deutscher Bauingenieur.

## Leben
Wex war der Sohn von Georg Heinrich Wex und Philippine Wilhelmine Sophie Wex, geborene Müller. Ab 1851 war er als Bauführer und ab 1856 als Baumeister tätig. Nach mehrjähriger Tätigkeit bei der Saarbrücker Eisenbahn, der Preußischen Ostbahn und der Hannoverschen Staatsbahn wurde er 1869 Mitglied der Eisenbahndirektion in Kassel und bald darauf in Hannover. Von 1867 bis 1877 war er als Mitarbeiter von Ernst Dircksen beim Bau der Berliner Ringbahn leitend tätig. 1870 wurde er Regierungs- und Baurat.
Ab 1873 wurde er Vortragender Rat mit dem Titel eines Geheimen Baurates. 1874 wurde er Vorsitzender der Königlichen Eisenbahndirektion der Ostbahn. Von 1881 bis 1893 war Wex Präsident der Eisenbahndirektion Berlin, seit 1890 mit dem Titel eines Geheimen Oberbaurates. Am 30. November 1893 trat er in den Ruhestand. Wex war unverheiratet.
Im Jahr 1911 wurde zu Ehren von Eduard Wex eine Straße in Berlin parallel zur Ringbahn zwischen dem damaligen Kaiserplatz in Wilmersdorf und dem Innsbrucker Platz an der Ortsteilgrenze zu Friedenau und Schöneberg nach ihm benannt.